# ネルソン・リバス
ネルソン・エンリケ・リバス・ロペス（Nelson Enrique Rivas López, 1983年3月25日 - ）は、コロンビア・プラデラ出身の元サッカー選手。元コロンビア代表。現役時代のポジションはセンターバック及び右サイドバック。見かけや体格からアメリカ人ボクサーのマイク・タイソンになぞらえてタイソンの愛称を獲得し、またイタリア時代はGigante（巨人）とも呼ばれた。

## 経歴

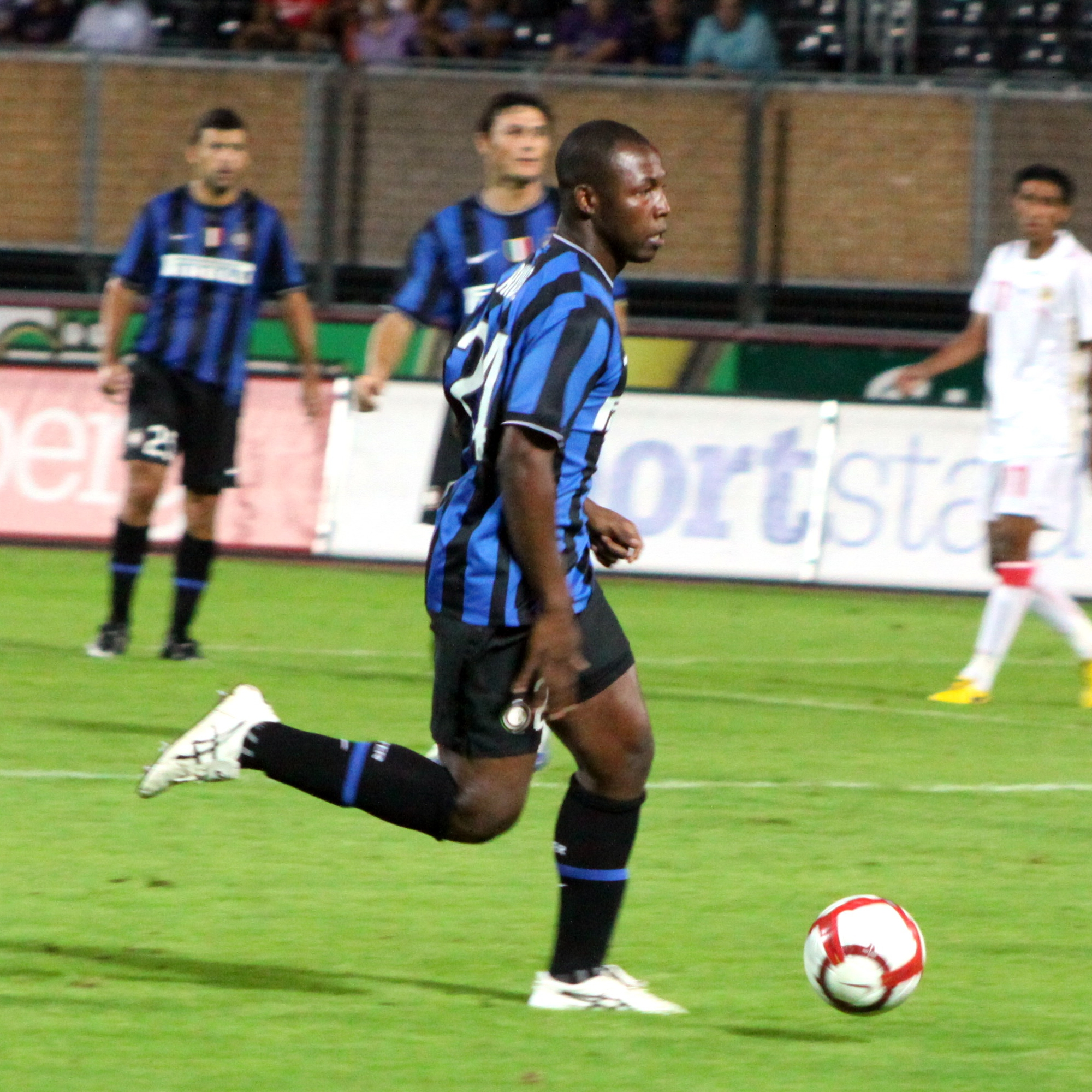
インテルでのリバス

デポルティーボ・パストでキャリアを開始したリバスは、母国の幾つかのクラブを経て2度目の入団となるデポルティーボ・カリで力を示すことに成功して定着した。2003年にデポルテス・トリマ、2005年にデポルティーボ・カリとの2度リーグ優勝を経験。カリ退団後はアルゼンチン1部の名門CAリーベル・プレートと契約した。
2007年7月18日にインテルナツィオナーレ・ミラノと2011年6月30日までの4年契約を締結。出場停止と負傷者によるディフェンダー陣の相次ぐ離脱により、9月19日にUEFAチャンピオンズリーグ 2007-08のフェネルバフチェSK戦（0-1）で公式戦初出場を飾った。9月23日、前日の土曜日の練習中に倒れたことが報じられたことで深刻な健康問題を抱えていると報じられたものの、1週間を通して更なる検査を行った結果、特に問題はないとして収束した。その後は、2008年10月4日のボローニャFC戦での怪我やディフェンス陣の層の厚さもあり出場機会は限られていたものの、一方でビッグクラブに在籍していたことで2007-08シーズン、2008-09シーズンの2冠を経験するなどタイトルに恵まれた。
2009年8月25日からは、2009-10シーズン終了までの期限付き移籍で ASリヴォルノ・カルチョと契約し、16試合2得点を記録した。シーズン終了後にインテルに復帰するも居場所はなく、新シーズンになっても2011年1月のコッパ・イタリアで1試合に出場したのみにとどまったため、冬の移籍市場最終日である31日にウクライナ・プレミアリーグのFCドニプロへシーズン終了までの期限付き移籍をした。しかし、ドニプロでも僅か1試合と出場機会は僅かなものだったため、完全移籍のオプションは行使されずインテルに復帰し、2011年8月31日にインテルと双方合意の下で契約を解除したことが発表された。
自由契約選手となったリバスは、2011年10月2日にアメリカのモントリオール・インパクトと契約。モントリオールで一定の出場機会を得ている中、2012年8月4日のフィラデルフィア・ユニオン戦で67分に相手FWのアントワーヌ・ホペノット（en）に地面へと投げられたため、ホペットに対して頭突きを見舞った。両チームが言い争う中で主審はリバスと、リバスが頭突きした瞬間に走って行きリバスを突き飛ばしたフィラデルフィアのジャック・マッキナーニー（en）に対して退場を言い渡した。さらに、リーグの審査により3試合の出場停止の処罰がくだされた。その後は、懸念される左膝の手術を行い、2012年10月2日に無事手術が成功したと共に5ヶ月チームから離脱することが発表され、残り3試合を残してシーズンを終了した。

## タイトル
クラブ
デポルティーボ・カリ
- コロンビア・プロサッカーリーグ : 2005F

デポルテス・トリマ
- コロンビア・プロサッカーリーグ : 2003F

インテルナツィオナーレ・ミラノ
- セリエA : 2007-08, 2008-09
- スーペルコッパ・イタリアーナ : 2008, 2010

モントリオール・インパクト
- カナディアン・チャンピオンシップ : 2013, 2014